# Escritura de signos
La notación de señas de Sutton (Sutton SignWriting), o sencillamente SignWriting, es un sistema de escritura para lenguas de señas. Fue desarrollada en 1974 por Valerie Sutton, una bailarina que había creado la notación de danza dos años antes.

## Historia
Como Sutton estaba enseñando notación de danza (DanceWriting) al Real Ballet Danés, Lars von der Lieth, que estaba haciendo investigación sobre lenguaje de signos en la universidad de Copenhague, pensó que sería útil usar una notación similar para registrar lenguas de señas. Sutton se basó en DanceWriting para crear SignWriting, y finalmente amplió el sistema al repertorio completo de MovementWriting. Sin embargo, sólo SignWriting y DanceWriting se usan ampliamente.
SignWriting es el primero en representar adecuadamente las expresiones faciales y los cambios en la postura, y para acomodar la representación de series de signos más largos que las palabras compuestas y las frases cortas. Es el único sistema de uso regular, utilizado por ejemplo para publicar boletines universitarios en lenguaje de señas estadounidense, y se ha utilizado para subtitular vídeos de YouTube. Sutton observa que SignWriting se ha utilizado o investigado en más de cuarenta países en cada continente habitado. Sin embargo, no está claro cuán amplio es su uso en cada país.
En Brasil, durante la reunión anual de FENEIS (Asociación Nacional de Sordos) de 2001, la asociación votó por aceptar SignWriting como el método preferido para la transcripción de Lingua Brasileira de Sinais (Libras) en forma escrita. La recomendación fuerte al gobierno brasileño de esa asociación era que SignWriting se enseñara en todas las escuelas para sordos. En la actualidad, SignWriting se imparte a nivel académico en la Universidad Federal de Santa Catarina como parte de su currículo brasileño de lengua de signos. SignWriting también está siendo utilizado en el Diccionario Brasileño de Lenguaje de Signos que contiene más de 3.600 signos usados por los sordos de São Paulo, publicado por la Universidad de São Paulo bajo la dirección del Prof. Fernando Capovilla (EJ669813 - Lexicografía Brasileña de Lenguaje de Signos y Tecnología: Dictionary, Digital Encyclopedia, Chereme-based Sign Retrieval, y Quadriplegic Deaf Communication Systems.
Algunos estudios iniciales encontraron que las comunidades sordas prefieren sistemas de video o escritura para el lenguaje dominante, pero esta afirmación ha sido discutida por la obra de Steve y Dianne Parkhurst en España, donde encontraron resistencia inicial, interés renovado y finalmente orgullo. "Si las personas Sordas aprenden a leer y escribir en su propio sistema de firma, eso aumenta su autoestima", dice Dianne Parkhurst.
Hay dos tesis doctorales que estudian y promueven la aplicación de SignWriting a un lenguaje de señas específico. Maria Galea escribió sobre el uso de SignWriting para escribir el lenguaje de señas maltés. Además, Claudia Savina Bianchini escribió su tesis doctoral sobre la implementación de SignWriting para escribir lenguaje de signos italiano.

## Símbolos
En SignWriting, una combinación de símbolos icónicos para las manos, la orientación, la ubicación del cuerpo, las expresiones faciales, los contactos y el movimiento se utilizan para representar palabras en lenguaje de signos. Desde SignWriting, como un guion featural, representa la formación física real de los signos más que su significado, no se requiere un análisis fonémico o semántico de un lenguaje para escribirlo. Una persona que ha aprendido el sistema puede "sentir" un signo desconocido de la misma manera que una persona de habla inglesa puede "sonar" una palabra desconocida escrita en el alfabeto latino, sin necesidad de saber lo que significa el signo.
El número de símbolos es extenso ya menudo proporciona múltiples formas de escribir un solo signo. Así como tomó muchos siglos para que la ortografía en inglés se normalizara, la ortografía en SignWriting todavía no está estandarizada para ningún lenguaje de señas.
Las palabras pueden ser escritas desde el punto de vista del firmante o del espectador. Sin embargo, casi todas las publicaciones utilizan el punto de vista del firmante y asumen que la mano derecha es dominante. Sutton originalmente diseñó el guion para ser escrito horizontalmente (de izquierda a derecha), como el inglés, y desde el punto de vista del observador, pero más tarde cambió a vertical (de arriba abajo) y desde el punto de vista de El firmante, para conformarse a los deseos de los escritores sordos.

### Orientación
La orientación de la palma se indica llenando el glifo de la forma de la mano.
- Un glifo de contorno hueco (blanco) indica que uno está frente a la palma de la mano.
- Un glifo lleno (negro) indica que uno está mirando la parte de atrás de la mano.
- El sombreado dividido indica que uno está viendo la mano desde un lado.

Sólo las cuatro orientaciones de la palma, el dorso, y ambos lados están representados en SignWriting.
Si se utiliza un glifo ininterrumpido, la mano se coloca en el plano vertical (de la pared o de la cara) delante del firmante. Una banda borrada a través del glifo a través de los nudillos muestra que la mano se encuentra en el plano horizontal, paralelo al suelo.
El diagrama de la izquierda muestra una mano BA (mano plana) en seis orientaciones. Para las tres orientaciones verticales en el lado izquierdo, la mano se sostiene delante del firmante, con los dedos apuntando arriba. Los tres glifos se pueden girar para mostrar los dedos apuntando en un ángulo, hacia un lado o hacia abajo. Para las tres orientaciones horizontales en el lado derecho del diagrama, la mano se sostiene hacia afuera, con los dedos apuntando lejos del firmante, y presumiblemente hacia el espectador. También se pueden girar para mostrar los dedos apuntando hacia el lado o hacia el firmante. Aunque un número indefinido de orientaciones puede ser representado de esta manera, en la práctica sólo ocho se utilizan para cada plano, es decir, sólo se encuentran múltiplos de 45 °. 

### Formas de la mano

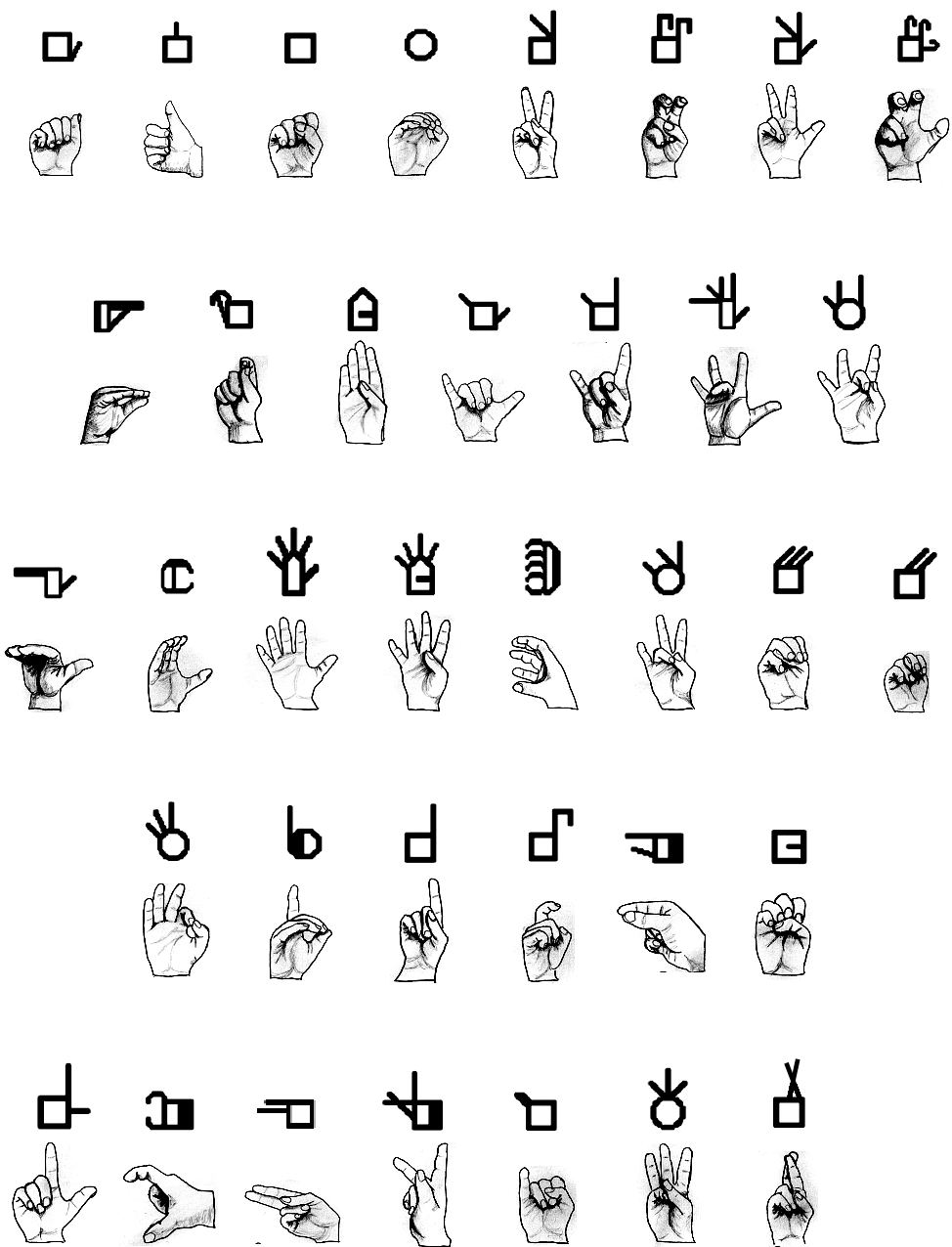
Gestos y su equivalente en escritura de signos.

Hay más de cien glifos para formas de mano, pero todos los utilizados en ASL se basan en cinco elementos básicos:
- Un cuadrado representa un puño cerrado, con los nudillos de los dedos flexionados doblados 90° de modo que los dedos toquen la palma y el pulgar se encuentre sobre ellos. Sin adornos, este cuadrado representa la mano S de fingerspelling. Modificado como se describe a continuación, indica que al menos uno de los cuatro dedos toca la palma de la mano.
- Un círculo representa un "puño abierto", una mano donde el pulgar y los dedos están flexionados para tocar en sus puntas. Sin adornos, esta es la mano O de fingerspelling. Modificado, indica que al menos un dedo toca el pulgar de esta manera.
- Un pentágono (triángulo encima de un rectángulo), como en la ilustración utilizada para la sección de orientación anterior, representa una mano plana, donde todos los dedos están rectos y en contacto. Esto es similar a la mano B de fingerspelling, aunque sin el cruce del pulgar sobre la palma.
- Una forma de "C" representa una mano donde el pulgar y los dedos son curvados, pero no bastante para tocar. Esto se utiliza para la mano C de fingerspelling, y se puede modificar para mostrar que los dedos se separan.
- Una forma angulada, como una grasa L, muestra que los cuatro dedos son planos (rectos y en contacto), pero doblados a 90 ° del plano de la palma. No se presenta como una forma simple, sino que debe incluir una indicación de dónde está el pulgar, ya sea hacia fuera o al tocar las puntas de los dedos.

Una línea a medio camino a través del cuadrado o pentágono muestra el pulgar a través de la palma.
Estas formas básicas se modifican con líneas que sobresalen de sus caras y esquinas para representar dedos que no están posicionados como se ha descrito anteriormente. Las rectas representan los dedos rectos; líneas curvadas para dedos curvados; líneas enganchadas para dedos enganchados; líneas de ángulo recto, para dedos doblados en una sola articulación; y líneas cruzadas, para los dedos cruzados, como se muestra en la tabla a la derecha. 
Para la señal superior, las flechas muestran que el dos '1' movimiento de manos en círculos verticales, y que a pesar de que mueven al mismo tiempo (barra de lazo), la mano izquierda (vacío arrowhead) empieza fuera del cuerpo (línea delgada) remontando mientras la mano correcta (sólido arrowhead) los inicios se acercan el cuerpo (línea gruesa) bajando.
Con la señal inferior, el correcto 'X' palma-abajo movimientos de mano abajo-lado-abajo relativo al stationary palma-arriba 'B' mano. Esto es demasiado exacto: El ASL la señal trabajará con cualquier descendente zigzag movimiento, y la dirección y el punto de partida de los círculos es irrelevante.

### Movimiento de los dedos
Hay sólo unos pocos símbolos para el movimiento de los dedos. Pueden duplicarse para demostrar que el movimiento se repite.
Una bala sólida representa la flexión de la articulación media del dedo o los dedos, y una bala hueca representa enderezar un dedo flexionado. Es decir, una mano 'D' con una bala sólida significa que se convierte en una parte "X", mientras que la mano una "X" con una bala hueca significa que se convierte en parte de una "D". Si los dedos ya están flexionados, a continuación, una bala sólida muestra que aprietan. Por ejemplo, un cuadrado (puño cerrado, 'S' mano) con balas sólidas dobles es el signo de 'leche' (icónica apretando una ubre).
Un galón que apunta hacia abajo representa la flexión en los nudillos, mientras que un galón que apunta arriba (^) muestra que los nudillos se enderezan. Es decir, parte de una "U" con una mano por galón se convierte en una 'N', mientras que la mano y 'N' con un galón hasta se convierte en una mano 'U'.
Un zig-zag como dos galones (^^) unidos entre sí significa que los dedos se doblan en varias ocasiones y de forma sincronizada. Un zigzag de doble línea significa que los dedos se retuercen o aleteo fuera de sincronización.

### Movimiento de la mano
Cientos de flechas de diversos tipos se utilizan para indicar el movimiento de las manos a través del espacio la notación del movimiento son bastante complejas, y porque es más exacta de lo que debe ser para cualquier lenguaje de un signo, diferentes personas pueden optar por escribir el mismo signo de diferentes maneras.
Para el movimiento con la mano izquierda, la punta de flecha en forma de Δ es hueco (blanco); para el movimiento con la mano derecha, que es sólido (negro). Cuando ambas manos se mueven como uno solo, se utiliza un (Λ-forma) de punta de flecha abierta.
Al igual que con la orientación, flechas de movimiento distinguen dos planos: Movimiento en el plano vertical (arriba y abajo) se representa mediante flechas con doble tallos, como en la parte inferior del diagrama de la izquierda, mientras que las flechas de una varilla representan el movimiento paralelo al suelo (a & lado a otro). Además, el movimiento en un plano diagonal utiliza modificado flechas de doble varilla: Una barra transversal en el vástago indica que el movimiento es de distancia, así arriba o abajo, y un punto fijo indica que se acerca el movimiento. Llegando y movimiento de vaivén que también va por encima o por debajo de algo usos modificado flechas de una varilla, con la parte de la flecha que representa cerca de movimiento más gruesa que el resto. Estos son icónicos, pero convencionalizada, y por lo tanto necesitan ser aprendidas de forma individual.
Los movimientos rectos están en una de las ocho direcciones, ya sea para avión, al igual que en las ocho direcciones principales de una brújula. Una flecha recta larga indica el movimiento del codo, una flecha corta con una barra transversal detrás de él indica el movimiento de la muñeca, y una flecha corta y sencilla indica un pequeño movimiento. (Se duplicó, en direcciones opuestas, estos pueden mostrar cabeceo de la muñeca). Una flecha curva secundaria y cruza la flecha principal muestra que los giros del brazo mientras se mueve. (Se duplicó, en direcciones opuestas, estos pueden mostrar temblor de la mano.) Las flechas pueden dar vuelta, curva, en zig-zag, y el bucle-the-loop.

### Hombro, cabeza, y movimiento de ojo
Las flechas en los ojos de la cara muestran la dirección de la mirada.

### Contacto

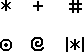
Símbolos de contacto. De izquierdo a derecha: tacto, coge, huelga, cepillo, frota, introduce

Seis contacto glyphs contacto de mano del espectáculo con la ubicación de la señal. Aquello es, un handshape glyph localizó al lado de la cara, junto con un contacto glyph, indica que la mano toca el lado de la cara. La elección del contacto glyph indica la manera del contacto:
- Un asterisco (estrella) para sencillamente tocando el sitio;
- Un círculo con un interior de punto para cepillar a lo largo del sitio y entonces dejándolo;
- Una espiral para frotar el sitio y no dejando; si hay no flecha adicional, esto está entendido para ser en círculos;
- Una libra/hash señal para llamativo el sitio;
- Una señal de plus para coger el sitio (normalmente la otra mano); y
- Dos barras en cualquier lado del asterisco indica que el contacto pasa entre elementos del sitio de contacto; normalmente entre dedos, o dentro de una forma de mano circular. (Los otros símbolos, como el para cepillar contacto, es solo raramente utilizado entre estas barras.)

### Ubicación
Si la mano que hace signos de encuentra en la otra mano, el signo para esto es una de las formas de la mano de arriba. En la práctica, solo ocurre un subconjunto de las formas más simples de las manos.
Los símbolos adicionales son utilizados para representar localizaciones de los signos en la cara o en partes del cuerpo diferentes de las manos. Un círculo muestra la cabeza.

### Expresión
Hay signos que representan movimientos faciales que son usados en diversos lenguajes de signos, incluyendo ojos, pestañas, movimientos de nariz, mejillas, movimientos bucales y cambios en la respiración. La dirección del movimiento de la cabeza y de la mirada puede ser mostrado.

### Movimiento corporal
Los hombros se muestran con una línea horizontal. Las flechas pequeñas se pueden añadir para enseñar el movimiento del torso y los hombros. Las piernas y los brazos pueden ser añadidos si es necesario.

### Prosodia
Hay símbolos que también indican la velocidad del movimiento, si el movimiento es simultáneo o alterno, y puntuación.

### Puntuación
Existen varios símbolos de puntuación que corresponden a las comas, los periodos, signos de exclamación e interrogación y otros símbolos de puntuación de otro tipo. Estos se escriben entre signos y las líneas no están entre una señal y su símbolo puntuación.  

## Arreglo de símbolos

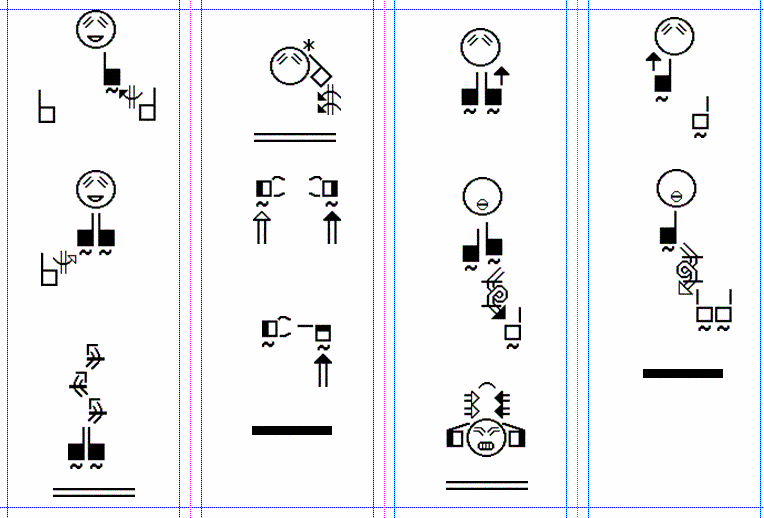
Un ejemplo de SignWriting escrito en columnas, el ASL traducción de Jack y Jill.

Una de las características inusuales de SignWriting es su uso de diseño bidimensional dentro de una caja invisible.  Las posiciones relativas de los símbolos dentro de la caja representan las ubicaciones de las manos y otras partes del cuerpo. Cuando tal, no hay relación lineal obvia entre los símbolos dentro de cada caja de señal, a diferencia de la secuencia de caracteres dentro de cada palabra en más guiones para lenguas habladas.  Esto es también a diferencia de otros guiones de lengua de la señal qué arreglar símbolos linearly tan en lenguas habladas.  Aun así, desde entonces en lenguas de señal muchos phonetic los parámetros están articulados simultáneamente, estos otros guiones requieren convenciones arbitrarias para especificar el orden de parámetros diferentes de handshape, ubicación, movimiento, etc.  A pesar de que SignWriting tiene convenciones para cómo los símbolos son para ser arreglados relativos a cada cual otro dentro de una señal, los resultados de diseño bidimensionales en menos arbitrariedad y más iconicity que otros guiones de lengua de la señal.
Exterior de cada señal, aun así, el guion es lineal, reflejando el temporal orden de señales.  Las señales son más generalmente ahora escritos en columnas verticales (a pesar de que anteriormente estuvieron escritos horizontalmente).  Cajas de señal están arregladas de superiores a fondo dentro de la columna, interspersed con símbolos de puntuación, y las columnas progresan dejadas a al otro lado de la página.  Dentro de una columna, las señales pueden ser escritas abajo el centro o cambió dejado o correcto en 'caminos' para indicar lado-a-cambios de lado del cuerpo.

## Sequencing De señales en diccionarios
Sutton Ordena las señales en diez grupos basaron en qué dedos están extendidos en la mano dominante. Estos son equivalentes a los números un a través de diez en ASL. Cada grupo es entonces subdivided según la forma de mano real, y entonces subdivided otra vez según el avión la mano es en (vertical, entonces horizontal), entonces otra vez según la orientación básica de la mano (palma, lado, atrás).  Un sistema de ordenar ha sido propuesto utilizando este principio y ejemplos de ambas Lengua de Señal americana y Lengua de Señal brasileña (LIBRAS). El sistema actual de ordenar para SignWriting se apellida la Secuencia de Símbolo de la Señal qué es parsed por el creador de cada señal cuando grabado al diccionario en línea.  Este sistema deja para interno ordenando por las características que incluyen handshape, orientación, velocidad, ubicación, y otro clustered presenta no encontrado en diccionarios hablados.

## Ventajas y desventajas
Algunos de las ventajas de SignWriting, comparados a otros sistemas de escritura para lenguas de señal, es:
- Su iconicity lo hace fácil de aprender para leer, en particular el iconicity que resultados de diseño en dos dimensiones en vez de justos un.
- Tiene mecanismos para representar expresión facial y otro no-manuales.
- Ha sido adaptado para uso con muchos lenguas de señal diferente.

Aun así,  tiene unas cuantas desventajas también.
- El sheer medida de su conjunto de símbolo y el bien detalla cuáles pueden ser escritos crear un reto en aprender cómo para escribir.
- El diseño espacial bidimensional de SignWriting símbolos dentro de cada señal, a pesar de que es más icónico que un diseño lineal, viene en un coste.  SignWriting Actualmente requiere software especial; SignWriting no puede ser utilizado como texto normal dentro de procesadores de palabra normal u otro software de aplicación. Como trabajo-alrededor, el software es disponible en el SignWriting sitio web qué deja una señal, una vez reunido con especial SignWriting software, para ser copiado fácilmente como imagen gráfica a Palabra de Microsoft y Páginas de Manzana.

## Unicode
SignWriting Es el primer sistema de escritura para lenguas de señal para ser incluidos en el Unicode Estándar. 672 caracteres estuvieron añadidos en el Sutton SignWriting (Unicode bloque) de Unicode versión 8.0 liberado en junio 2015.  Este conjunto de caracteres está basado en SignWriting está estandarizado conjunto de símbolo y el carácter definido que codifica modelo.
La implementación, aun así, solo cubre el conjunto de símbolo.  No dirige diseño, el posicionamiento de los símbolos en dos dimensiones.  Software hecho de encargo actual esto por grabar Cartesian (X-Y) coordenadas para cada símbolo.  Desde Unicode foco en símbolos que sentido de marca en un contexto de texto sencillo unidimensional, los caracteres de número requirieron para 2-dimensionales placement no fue incluido en la propuesta.  Discusiones en el Unicode Lista de Correo demostró una carencia de soporte para la idea de codificar 2-dimensional placement en Unicode, así que la propuesta estuvo partida para sacar los caracteres necesitaron para diseño y foco en los símbolos solo.
El Unicode bloque para Sutton SignWriting es U+1D800@–U+1DAAF:

## Accesibilidad
Sutton Ha liberado el Internacional SignWriting Alfabeto 2010 bajo el SIL Licencia de Fuente Abierta. Los símbolos de ISWA 2010 es disponible como individual SVG o tan TrueType Fuentes.
- SignWriting 2010 proyecto de Fuentes en GitHub
- SignWriting 2010 TrueType Fuente y SignWriting 2010 Llenando TrueType Fuente (descargas directas)

SignWriting Está habilitado en Wikimedia Incubadora con el “El Javascript-basado SignWriting Teclado para Uso en Wikimedia y durante la Web” por Yair Rand.  Prueba wikis incluir el ASL Wikipedia encima Incubadora y la otra prueba wikis de lenguas de señal.